# Морскова, Наталья Геннадьевна
Наталья Геннадьевна Морскова (Кирчик) (17 января 1966 года, Ростов-на-Дону) — советская, российская и испанская гандболистка, одна из сильнейших левых полусредних в истории мирового гандбола. Заслуженный мастер спорта СССР (1986).

## Карьера
Начинала заниматься гандболом в Ростове-на-Дону под руководством тренера Ольги Эрнестовны Карпенко. В 17-летнем возрасте была приглашена в «Ростсельмаш», в 1985 году выиграла чемпионат мира среди юниорок, с 1986 года выступала за сборную СССР. Двукратная чемпионка мира (1986, 1990). Двукратный бронзовый призёр Олимпийских игр (1988, 1992). Лучший бомбардир чемпионата мира (1990) и Игр доброй воли (1986). Была лидером сборной России на чемпионате мира 1993 года (пятое место), где стала вторым бомбардиром турнира с 50 голами.
В составе «Ростсельмаша» стала двукратной чемпионкой СССР (1990, 1991), серебряным (1989) и бронзовым (1988) призёром чемпионатов СССР, а также внесла значительный вклад в завоевание клубом Кубка Кубков сезона 1989/1990 года, став лучшим бомбардиром «Ростсельмаша» в этом розыгрыше Кубка.
В 1991 году переехала в Испанию, выступала за «Валенсию», с которой выиграла Лигу чемпионов (1996/97), Суперкубок Европы (1997), Кубок Кубков (1999/00). В 1998 году приняла испанское гражданство, на чемпионате Европы-1998 дебютировала в составе сборной Испании.
В настоящее время, после окончания спортивной карьеры, проживает в Испании. Дочь — Наталья, внук — Богдан.